# Fabiana García Lago
Fabiana García Lago (Buenos Aires, 19 agosto 1974) è un'attrice argentina.
Ha frequentato per tre anni la Scuola di recitazione "Cristina Rota" a Madrid e la facoltà di Lettere. Ha lavorato per otto anni con Agustín Alezzo. In Italia è conosciuta per aver partecipato alla seconda stagione di Il mondo di Patty, la telenovela argentina trasmessa in Italia su Disney Channel Italia.
Nel 2004 ha vinto il Premio Clarín come Attrice rivelazione dell'anno per Padre Coraje.

## Carriera

### Televisione
- Senza peccato (Con alma de tango) (1994)
- La condena de Gabriel Doyle (1998)
- Especiales de Alejandro Doria (1998)
- Vulnerables (1999)
- Luna salvaje (2000)
- Laberinto regia di Barney Fin (2001)
- Batticuore (Máximo Corazón) (2002)
- Padre Coraje (2004)
- Hombres de Honor (2005)
- Algo habrán hecho por la historia argentina (2005)
- Sos mi vida (2006)
- Mujeres de nadie (2007)
- Il mondo di Patty (Patito Feo) stagione 2 (2008)
- Champs 12 (2009)
- Malparida (2010)

### Cinema
- Flores amarillas en la ventana (1996)
- Buenos Aires plateada (2000)
- El buen destino (2005)
- Las manos (2006)

### Teatro
- Chicas católicas
- El libro de Ruth
- Homenaje a Federico Garcia Lorca
- El bar y La novia
- Los siete locos
- Brilla por ausencia
- Locos de verano
- Mariana Pineda
- Violeta viene a nacer